# Terminal Metropolitano Prefeito Magalhães Teixeira
O Terminal Metropolitano Prefeito Magalhães Teixeira é um terminal de ônibus metropolitano, gerido pela EMTU-SP e inaugurado em 8 de setembro de 2008. O Terminal Metropolitano localiza-se ao lado do Terminal Multimodal de Campinas, inaugurado três meses antes. A maioria das linhas é metropolitana, ligando Campinas a Sumaré, Monte Mor, Hortolândia e Paulínia. Contudo, há algumas linhas municipais, do sistema Intercamp que também operam no terminal. Em 12 de março de 2010, foi aberto à circulação o Túnel de Pedestres, uma passagem de 35m (23m cobertos) sob a Avenida Lix da Cunha, que passou a ser mais uma opção de ligação ao Centro de Campinas, ligando o Terminal Metropolitano diretamente à Rua Dr. Ricardo e às adjacências da Avenida Andrade Neves:

## Dados do terminal[4]
- Área: 12.500m2;
- Oito plataformas para embarque e desembarque com piso podotáctil para deficientes visuais e intertravado para mais segurança aos usuários;
- Pavimentação em concreto rígido em todas as pistas;
- Estrutura em concreto armado com cobertura metálica em policarbonato na travessia de pedestres;
- Rampas para pessoas com deficiência;
- Telefones públicos;
- Bancos nas plataformas;
- Bicicletário com 150 vagas;
- Bilheteria;
- Centro de Controle Operacional;
- CISPE – Centro de Inclusão Social para o Passageiro Especial (local para obter a carteira que garante a isenção do pagamento da tarifa às pessoas com deficiência);
- Escadas rolantes e elevador para acesso ao Terminal Rodoviário.

## Galeria de fotos

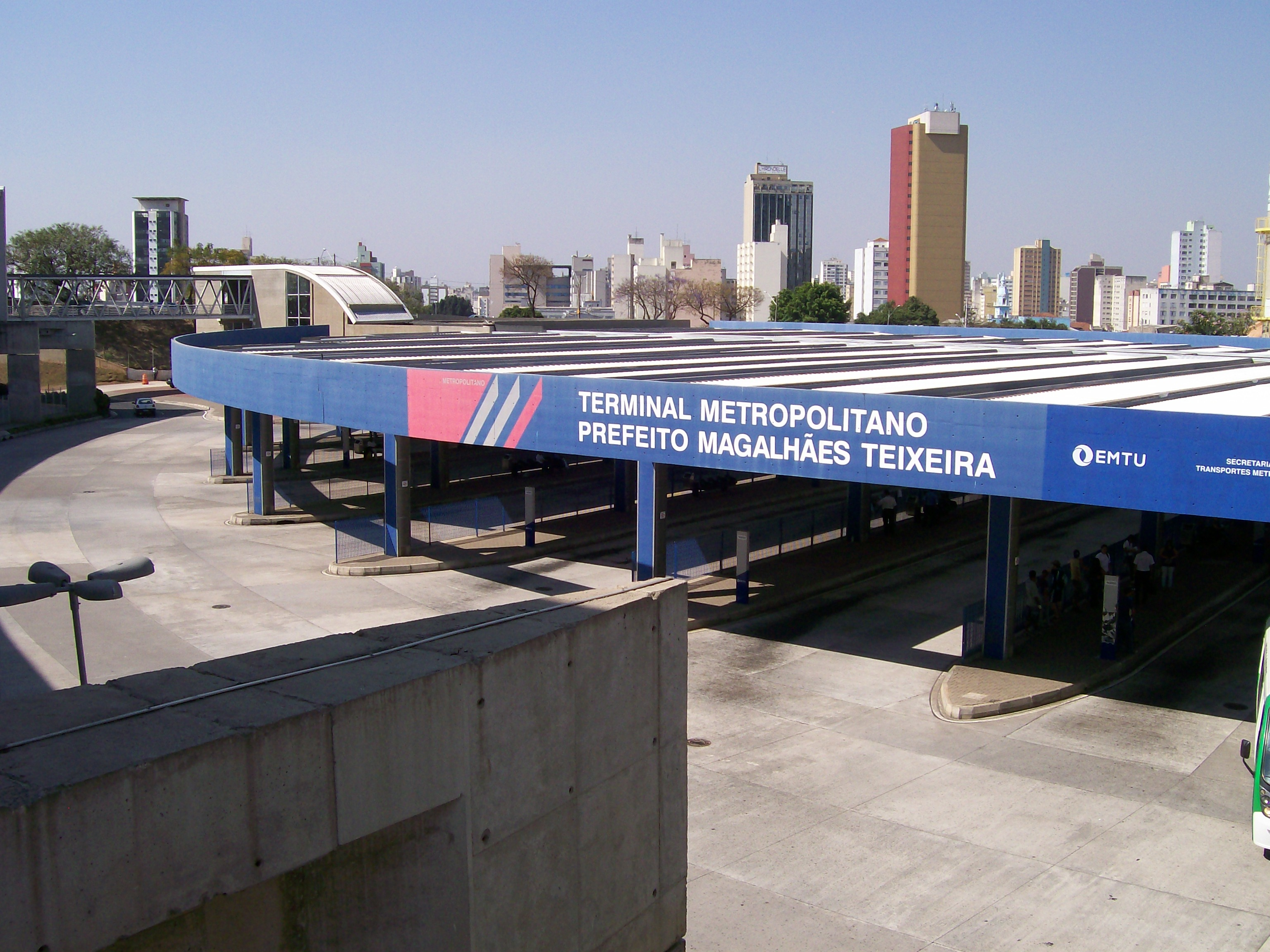
Vista do Terminal com o Centro de Campinas ao fundo
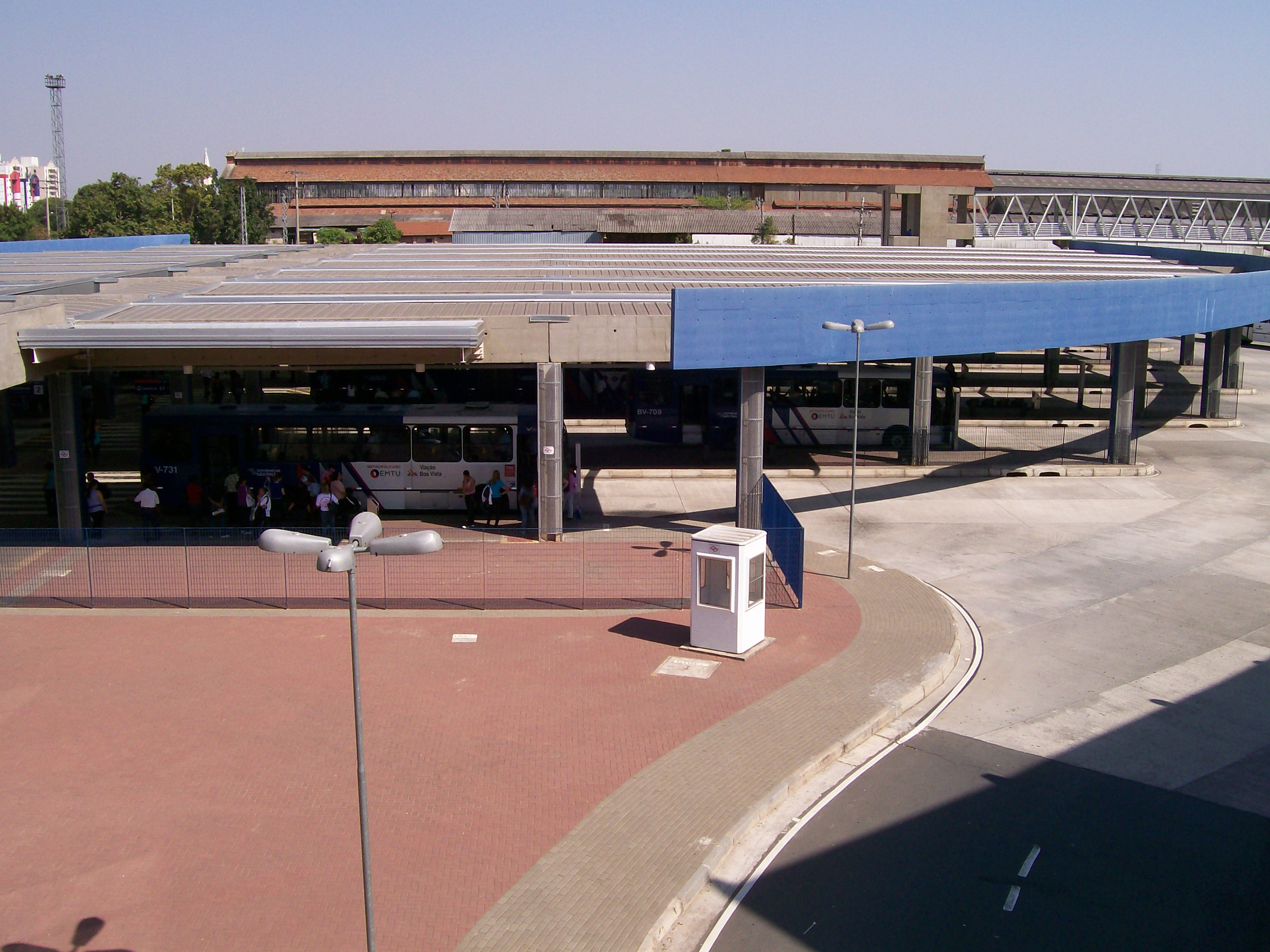
Visão do terminal a partir da passarela de acesso à Rodoviária
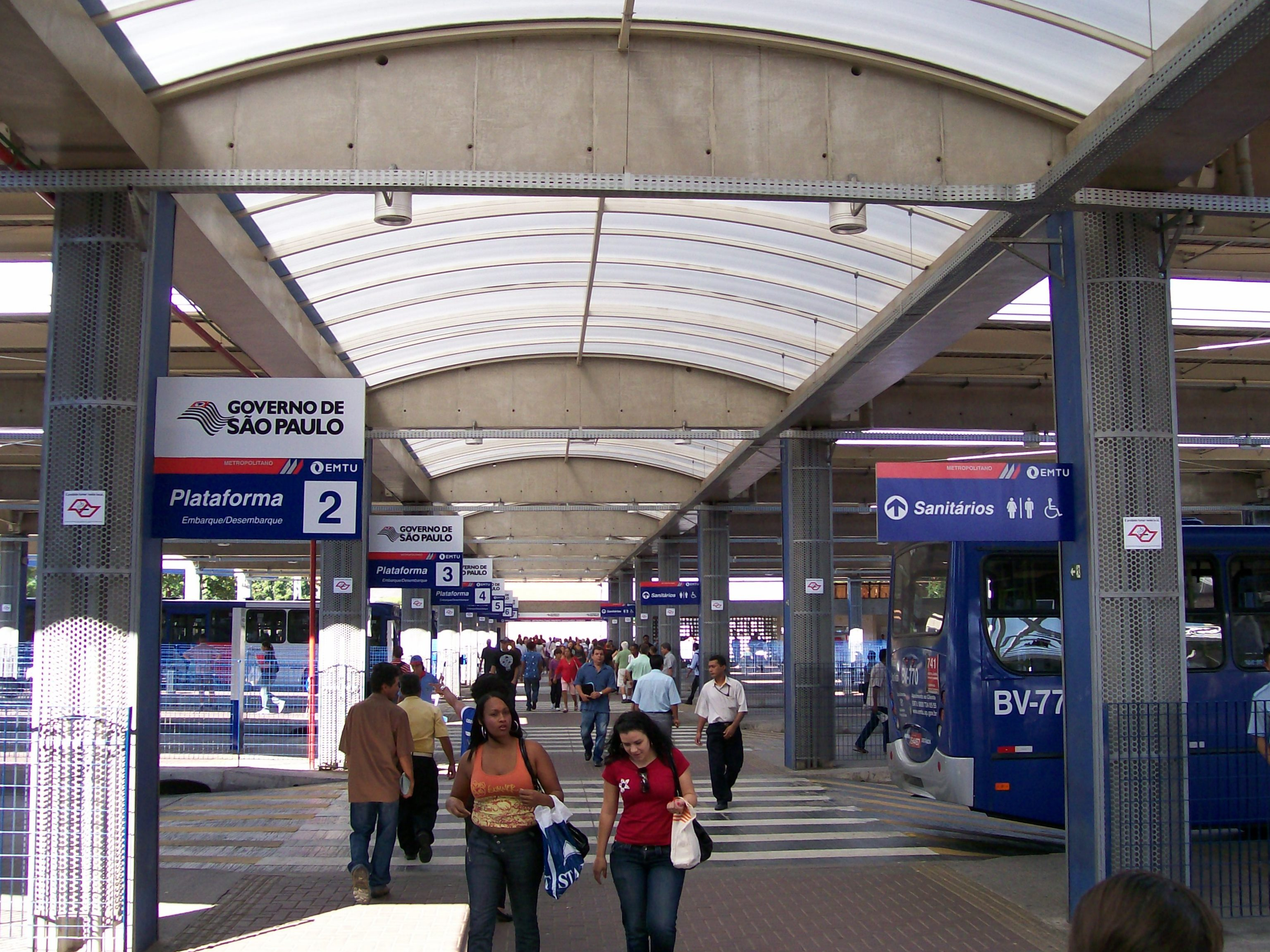
Interior do Terminal Metropolitano de Campinas.
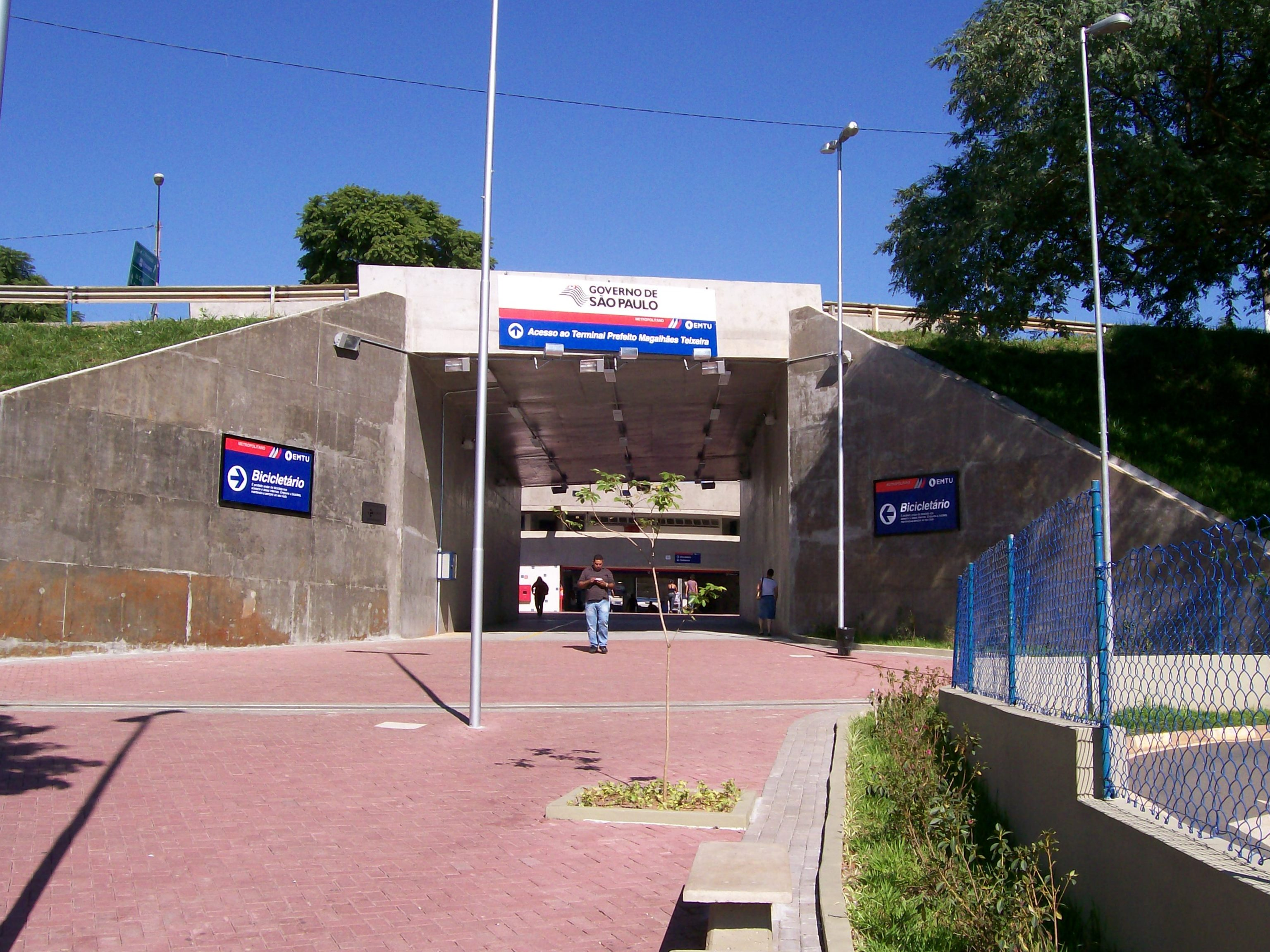
Vista do Túnel/Acesso de Pedestres ao Terminal.